# Christian Mansell

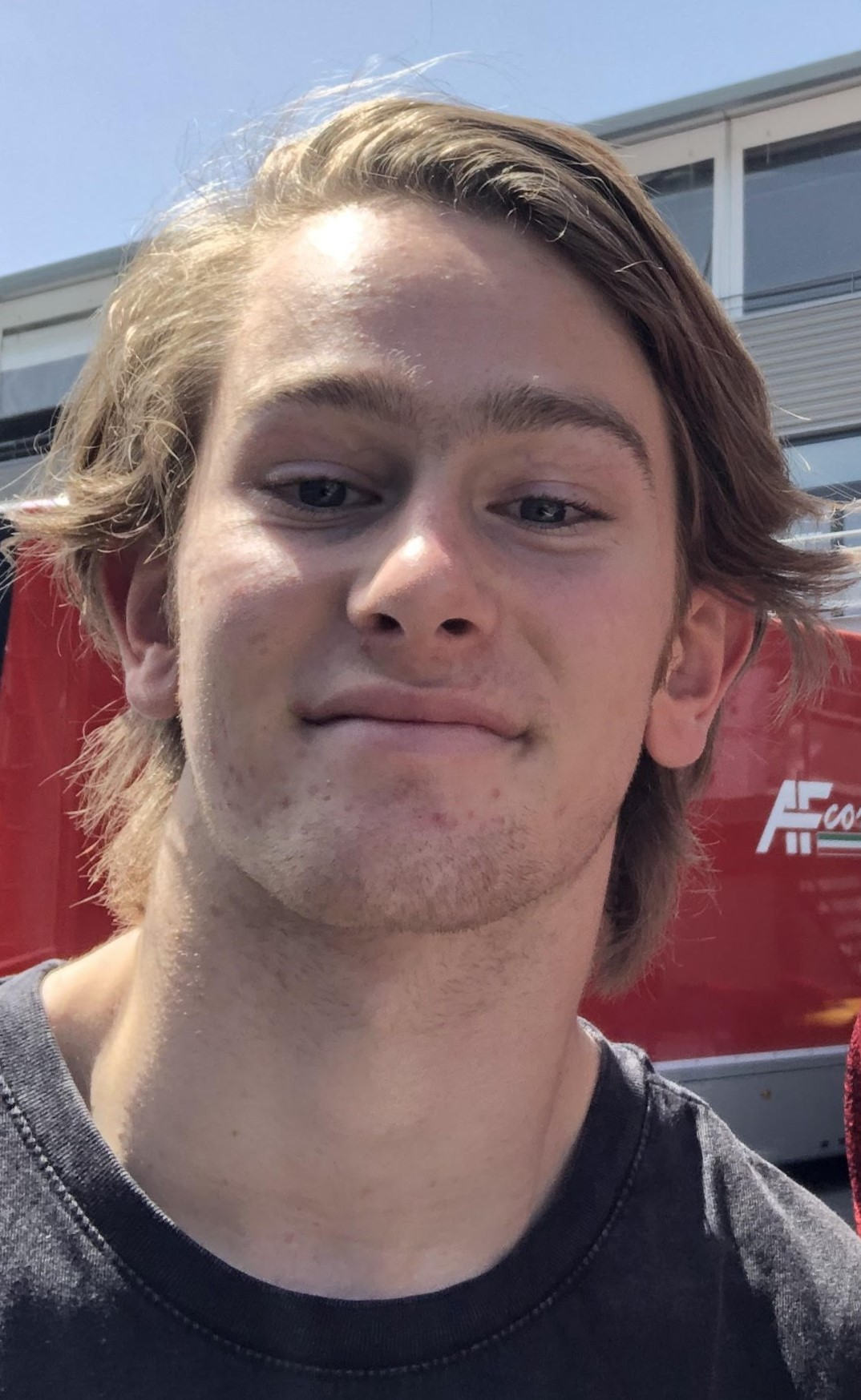
Christian Mansell op het Circuit de Spa-Francorchamps in 2022.

Christian Mansell (Bolwarra, 9 februari 2005) is een Australisch autocoureur.

## Carrière
Mansell begon zijn autosportcarrière in het karting in 2018, toen hij uitkwam in de OK Junior-categorie van zowel het Europese als het wereldkampioenschap karten. In 2019 kwam hij uit in de WSK Super Master Series en de WSK Euro Series. Ook debuteerde hij dat jaar in het formuleracing in het New South Wales Formula Race Car Championship, waarin hij drie races als gastcoureur reed. Ook reed hij dat jaar in twee ronden van het Australische Formule 4-kampioenschap voor AGI Sport, die allebei werden gehouden op het Phillip Island Grand Prix Circuit. Hij eindigde in vijf van de zes races in de top 7, maar werd niet geklasseerd in de eindstand omdat hij een gastcoureur was.
In 2020 reed Mansell zijn eerste volledige seizoen in het formuleracing en verhuisde hij naar het Verenigd Koninkrijk, waar hij deelnam aan het Britse Formule 4-kampioenschap voor het team van Carlin. Hij won zijn eerste race op Brands Hatch en scoorde later in het seizoen nog vier podiumplaatsen; drie op Brands Hatch en een op het Snetterton Motor Racing Circuit. Met 163 punten werd hij zevende in de eindstand. Ook behaalde hij veertien zeges in de rookieklasse, waardoor hij deze met 496,5 punten wist te winnen.
In 2021 stapte Mansell over naar het Britse Formule 3-kampioenschap, dat tijdens het seizoen de naam veranderde naar het GB3 Championship, en zette hierin zijn samenwerking met Carlin voort. Hij won twee races op Brands Hatch en het Circuit de Spa-Francorchamps en behaalde nog drie podiumplaatsen op Spa, Oulton Park en Donington Park. Met 371 punten werd hij achter Zak O'Sullivan en Ayrton Simmons derde in het kampioenschap. Daarnaast reed hij drie raceweekenden in de Euroformula Open; op Spa reed hij voor Carlin, terwijl hij op het Autodromo Nazionale Monza en het Circuit de Barcelona-Catalunya voor Team Motopark uitkwam. Hij behaalde zijn eerste podiumplaats op Monza.
In 2022 reed Mansell een volledig seizoen in de Euroformula Open bij CryptoTower Racing. In de seizoensopener op het Autódromo Internacional do Algarve behaalde hij zijn eerste zege en voegde hier op het Circuit Paul Ricard en de Hungaroring nog twee overwinningen aan toe. Uiteindelijk werd hij met 377 punten achter Oliver Goethe en Vladislav Lomko derde in de eindstand. Later dat jaar debuteerde hij in het FIA Formule 3-kampioenschap bij het team Charouz Racing System in de races op de Hungaroring en Spa als vervanger van Zdeněk Chovanec.
In 2023 stapte Mansell over naar de FIA Formule 3 voor een volledig seizoen bij het team Campos Racing. Hij behaalde twee podiumplaatsen op Silverstone en Spa, waardoor hij met 60 punten twaalfde in het kampioenschap werd.
In 2024 begon Mansell het seizoen in het Formula Regional Oceania Championship, waarin hij de eerste twee raceweekenden voor Giles Motorsport reed. Hij behaalde vier podiumplaatsen, waaronder een overwinning op de Manfeild Autocourse, en werd zo met 135 punten negende in de eindstand. Vervolgens keerde hij terug naar de FIA Formule 3, waarin hij overstapte naar het team ART Grand Prix. Hij behaalde vijf podiumplaatsen op het Bahrain International Circuit, het Circuit de Monaco, Barcelona, de Red Bull Ring en Monza. Met 112 punten werd hij vijfde in het eindklassement. Dat jaar maakte hij ook zijn Formule 2-debuut voor Trident vanaf het raceweekend op het Baku City Circuit als vervanger van de vertrokken Roman Staněk. Hij eindigde in drie van de zes races in de punten, met een zesde plaats op het Losail International Circuit als beste resultaat. Met 10 punten eindigde hij op plaats 25 in het klassement.
In 2025 zou Mansell zijn eerste volledige Formule 2-seizoen rijden voor het team Rodin Motorsport. Twee weken voor de eerste race maakte hij echter bekend om vanwege persoonlijke redenen tijdelijk met de autosport te stoppen. Hij werd vervangen door Amaury Cordeel.